# Philipp Landmark

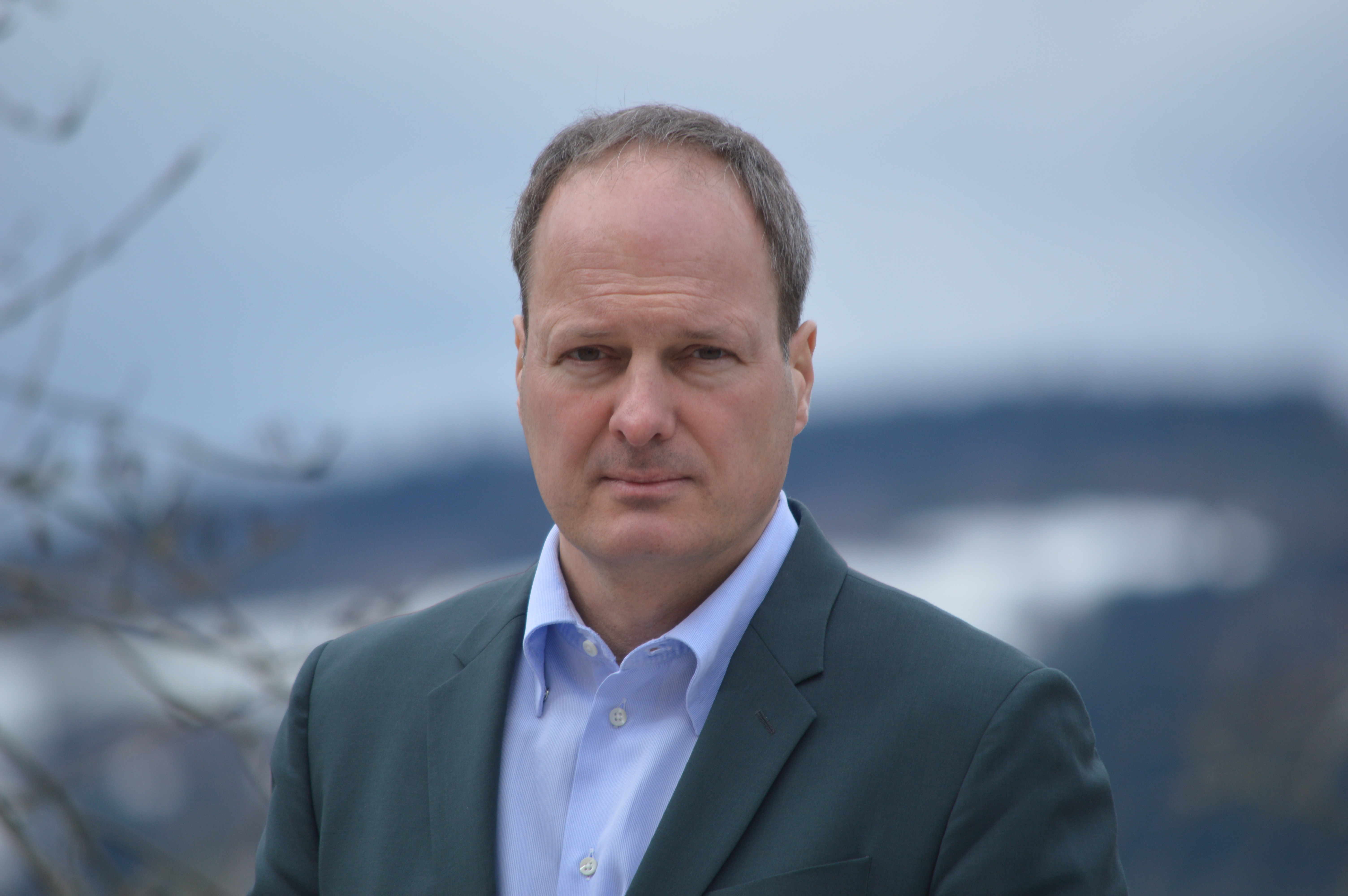
Philipp Landmark (2017)

Philipp Landmark (* 1966) ist ein Schweizer Journalist. Von 2009 bis April 2016 war er Chefredaktor des St. Galler Tagblatts.

## Leben
Philipp Landmark ist in Schaffhausen aufgewachsen und zur Schule gegangen. Nach der Matura an der Kantonsschule absolvierte er ab 1987 ein Volontariat bei den Schaffhauser Nachrichten, wo er bereits während seiner Mittelschulzeit als freier Mitarbeiter tätig gewesen war. Im Anschluss an einen einjährigen Aufenthalt als freier Journalist in Oslo im Jahr 1993 wurde Landmark stellvertretender Chefredaktor der Linth-Zeitung in Rapperswil (SG), ein Jahr später wurde er als Chefredaktor berufen. In dieser Zeit arbeitete er an der Integration in die Zürichsee-Zeitung mit.
1999 kehrte Landmark nach Schaffhausen zurück und war dort als Leiter des Regional-Ressorts und später als Blattmacher Mitglied der Chefredaktion der Schaffhauser Nachrichten. Im Jahr 2006 wechselte er als Chef der Stadtredaktion zum St. Galler Tagblatt, wo er im Frühjahr 2009 den aus Altersgründen ausgeschiedenen Gottlieb F. Höpli in dessen Position als Chefredaktor und Mitglied der Geschäftsleitung ablöste. Im Februar 2016 gab er als Reaktion auf eine Neuorganisation, mit der die NZZ-Mediengruppe die überregionalen Teile des St. Galler Tagblatts und der Luzerner Zeitung unter neuer publizistischer Verantwortung zusammenführte, seinen Rücktritt bekannt. Landmark stand der Zeitung danach für verschiedene publizistische Projekte zur Verfügung.
Im Frühjahr 2017 gründete er die Landmark Media GmbH mit Sitz im Innovationszentrum Startfeld in St. Gallen. Er bietet Schulungen und Beratungen im Kommunikationsbereich an und ist weiterhin auch als Journalist tätig.

## Werke
- Stadler – Von Bussnang in die Welt. 2022, ISBN 978-3-033-07782-9.